# Gustav von Flotow
Gustav Friedrich Wilhelm Carl Christian Ferdinand von Flotow (nacido en Bayreuth el 8 de enero de 1789; † fallecido en Dresde el 29 de abril de 1864) fue un consejero privado real sajón y director de la Sociedad Económica del Reino de Sajonia en Dresde, pomólogo alemán, 

## Biografía
Gustav von Flotow proviene de la familia noble de Mecklenburg Flotow , que está documentada desde 1241. Sus padres fueron el chambelán prusiano y director de primera cámara Helmuth Heinrich Gustav von Flotow (* 24 de septiembre de 1741, † 17 de septiembre de 1797) y su esposa Magdalene Dorothea Charlotte, de soltera von Benckendorff (1748-1797).  La pareja se casó en 1773 y vivió primero en Arzberg , luego en Gut Schlottenhof con los padres de Magdalene. El padre sirvió en la Guerra de los Siete Años y en Bohemia en 1778/79 . A finales de 1781 se retiró del ejército y en 1783 asumió el cargo de concejal de distrito en Bayreuth .donde su esposa lo siguió con los niños en 1785.
Gustav von Flotow nació en Bayreuth el 8 de enero de 1789 como el undécimo hijo de sus padres, cuatro de los hermanos habían muerto en la primera infancia. Su padre murió el 17 de septiembre de 1797. Su madre, incapaz de superar la pérdida de su marido, murió en diciembre del mismo año, dejando huérfanos a Flotow y sus hermanos. Von Flotow fue criado en su juventud por el Capitán von Lindenfels en Neustadt am Kulm , pariente de su cuñado Adam Friedrich Christian Karl von Lindenfels, con quien su hermana mayor Caroline se había casado en 1796.
Se casó con Marianne von Lindenfels (nacida el 17 de junio de 1797) en Thumsenreuth el 27 de octubre de 1818 , la hija mayor de su hermana mayor Caroline.  La pareja tuvo dos hijas: Ludmilla (11 de abril de 1821 en Dresde, † 6 de octubre de 1884 en Blasewitz) y Karoline (7 de octubre de 1830 en Dresde, † 1 de octubre de 1882 en Blasewitz).  La esposa de Von Flotow murió el 6 de diciembre de 1833 en Dresde.
Gustav von Flotow murió en Dresde el 29 de abril de 1864.
En la genealogía de la familia noble von Flotow lleva el número 151. von Flotow era el hermano menor del chambelán real bávaro y general de caballería Georg Friedrich Carl von Flotow (10 de abril de 1786, † 1876), quien murió el 4 de enero. En 1829 fue nombrado barón bávaro y su nieto Ludwig Freiherr von Flotow (* 1867, † 1948) fue el último ministro de Relaciones Exteriores de Austria-Hungría. Su hermana Caroline von Lindenfels (* 1774, † 1850) llevó un diario desde su juventud hasta poco antes de su muerte, que proporciona información sobre la cultura cotidiana de la nobleza en los siglos XVIII y XIX. Su primo era el botánico Julius von Flotow.

## Educación y carrera
En 1807, Gustav von Flotow fue a Erlangen para estudiar ciencia cameral.  Continuó sus estudios en Leipzig. Tras completar sus estudios, en 1810 ocupó un puesto en la "Amt Voigtsberg" (oficina sajona de Voigtsberg) y en el "Finanzcollegium" (colegio financiero) de Dresde, convirtiéndose más tarde en capitán de distrito. Como tenía conocimientos económicos y arquitectónicos especiales, se le permitió acompañar al magistrado von Nostiz-Drzewicki en un viaje de comisión en 1813. Durante la toma de posesión de la propiedad del ataúd real de Schönfeld y la tasación de la propiedad de la cámara de Sedlitz , que fue destruida en la batalla de Dresde, y gravemente dañado durante la retirada aliada, fue contratado como asesor. En 1814 emprendió su primer viaje de comisión independiente a la cámara de Kappan , después de lo cual fue nombrado miembro del consejo de la cámara . Debido a sus logros en el campo de los asuntos de dominio sajones, fue ascendido al Consejo Privado de Finanzas en 1820 y trabajó en esta capacidad como reportero sobre asuntos de dominio y construcción de edificios.
En 1820 publicó un libro de texto sobre el avalúo y valoración de los bienes de dominio, al que siguió en 1822 un segundo volumen.
Su obra, también publicada en 1820, es un intento de guía para la valoración de las propiedades según Classen, especialmente a efectos de la rectificación del impuesto sobre la propiedad. Se convirtió en la base para la introducción de un nuevo sistema de impuestos sobre la propiedad en Sajonia. Realizó una encuesta en varias instituciones económicas de Sajonia, con la intención de proporcionar una visión general de las condiciones agrícolas en el estado. Con el fin de promover la educación general y agrícola, creó bibliotecas en las asociaciones de distritos agrícolas y aseguró la expansión de las instituciones de lectura popular en Sajonia. Provocó suspensiones de precios por mejoras en la ganadería.
En 1824 fue nombrado diputado de la entonces diputación estatal económica, manufacturera y comercial y en 1831 fue elegido director de la sociedad económica del reino de Sajonia. En 1841 fue nombrado director del segundo departamento del Ministerio de Hacienda por el rey Federico Augusto II de Sajonia. Sus deberes incluían administrar la propiedad estatal y supervisar la Academia de Minería en Freiberg y la Academia para Silvicultores y Agricultores en Tharandt . En 1849 fue nombrado miembro del Consejo Privado.
En 1854 finalmente se jubiló después de cuarenta años de servicio.

## Pomología

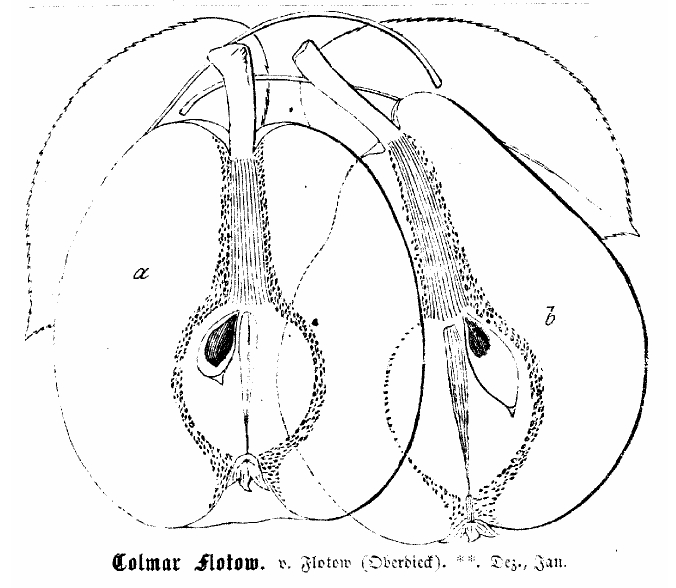
Pera mantecosa de Von Flotows o 'Colmar Flotow'.

El padre de Flotow ya poseía un gran huerto en Bayreuth, en el que cultivaba numerosos tipos de frutas pomáceas. Esto despertó su interés por la naturaleza y la fruticultura, que comenzó a estudiar cuando era adolescente. Por lo tanto, durante sus estudios en Leipzig, también asistió a conferencias sobre ciencias naturales y derecho.
En 1824 adquirió un terreno en Neustadt-Dresde , en el que cultivó numerosas variedades de frutas para estudiar sus propiedades. Él mismo hizo todo el trabajo en su jardín y nunca contrató a un jardinero para poder conocer mejor las diferentes variedades y sus necesidades. Obtuvo los árboles de los respetados viveros de árboles de los hermanos Baumann en Bollwiller en Francia y de John Richmond Booth (1799-1847) en Flottbeck. Estuvo en estrecho contacto con muchos otros pomólogos, incluidos Franz Hermann Müsche de Belitz y Johann Georg Dittrich de Gotha; con Eduard Lucas, Johann Georg Conrad Oberdieck e intercambió vástagos con Georg Liegel y finalmente logró reunir más de 1000 tipos diferentes de frutas.
Como tenía problemas para identificar sus propias variedades con las descripciones de variedades publicadas en la literatura pomológica, creó sus propias descripciones detalladas y dibujos seccionales. Como coautor, contribuyó con numerosas descripciones de variedades al «Illustrirten Handbuch der Obstkunde» publicado en 1859. Entre los pomólogos de su época, era conocido como un experto conocedor de variedades cuyo juicio crítico era reconocido y valorado.
Gustav von Flotow criticó desde el principio la teoría de la cría de Jean-Baptiste Van Mons, que luego fue refutada. Esto se representa en su obra de dos volúmenes «Arbres fruitiers: leur culture en Belgique et leur propagation par la graine: ou, Pomonomie Belge, expérimentale et raisonnée», que había encontrado un uso generalizado en Europa, la idea de regeneración sucesiva, según el cual las variedades de frutos envejecen a lo largo de varias generaciones de propagación vegetativa y los frutos muestran un declive cualitativo en el rendimiento. Él creía que las variedades de frutas de alta calidad y alto rendimiento solo se pueden obtener mediante la siembra constante de semillas de los frutos de los árboles jóvenes. Von Flotow se dio cuenta de que muchas de las observaciones que hizo sobre el cultivo de frutas no podían explicarse con la teoría de van Mon. No atribuyó sus observaciones de desviaciones en la calidad de la fruta al envejecimiento de la variedad, sino correctamente a la influencia del clima regional y las condiciones locales del suelo.
Especialmente después de jubilarse, publicó numerosos artículos sobre fruticultura y cultivares en el Pomological Monthly Bulletin , pero también en los escritos de la sociedad económica de Dresde y el Agronomische Zeitung. La recomendación y difusión de las variedades que había probado para el clima regional de Sajonia fue especialmente importante para él. Dio brotes de las variedades que se habían probado en su jardín al vivero de árboles del gran jardín real en Dresde y al instituto de enseñanza, prueba y modelo agrícola en Hohenheim , donde las respectivas variedades fueron cultivadas, probadas y desarrollados fueron difundidos. 

## Honores
En 1825, von Flotow recibió la Cruz de Caballero de la Orden del Servicio Civil. En 1844 fue nombrado Comthur de segunda clase, en 1852 Comthur de primera clase de la Orden del Servicio Civil.
Gustav von Flotow fue miembro honorario de la Sociedad Sajona de Botánica y Horticultura Flora, uno de sus miembros fundadores.
El pomólogo Georg Liegel nombró una variedad 'Mirabelle' que había criado como 'Mirabelle de Von Flotow' en honor a Gustav Flotow. Una variedad de pera criada por el fruticultor belga Jean-Baptiste Van Mons fue nombrada por JGC Oberdieck von Flotow en honor a la pera mantecosa de Von Flotow, y luego descrita con el nombre de 'Colmar Flotow'.

## Publicaciones
- «Versuch einer Anleitung zur Fertigung der Ertragsanschläge über Landgüter, besonders über Domänen, als Regulativ für das Verfahren bei Veranschlagung dieser Güter und als Instruction für die Anschlagscommissarien» (Intento de guía para la elaboración de estimaciones de rentas de las haciendas, especialmente de los dominios, como reglamento del procedimiento de tasación de estas haciendas y como instrucción para los comisionados de estimaciones), 1820.
- «Versuch einer Anleitung zu Abschätzung der Grundstücke nach Classen, besonders zum Behufe einer Grundsteuer-Rectification.» (Intento de una guía para la tasación de inmuebles según Classen, especialmente a efectos de una rectificación del impuesto predial). CHF Hartmann, Leipzig 1820
- «Das Verfahren bei Fertigung der Ertrags-Anschläge über Landgüter, nebst dazu gehörigen technischen Nutzungen, durch Beispiele erläutert. 2. Theil der Anleitung zur Fertigung der Errags-Anschläge über Landgüter.» (El procedimiento para la elaboración de las estimaciones de rendimiento de fincas rústicas, así como los usos técnicos asociados, explicado con ejemplos. 2ª parte de las instrucciones para la elaboración de los carteles de rendimiento de las fincas). CHF Hartmann, Leipzig 1822.
- «Beiträge zur Geschichte der Familie von Flotow.» (Contribuciones a la historia de la familia von Flotow). Dresde 1844.
- «Beiträge zur Statistik des Königreichs Sachsen» (Contribuciones a las Estadísticas del Reino de Sajonia), 1846.